# اریک رینرت
اریک استینفلت رینرت (نروژی: Erik Steenfeldt Reinert، زادهٔ ۱۵ فوریه ۱۹۴۹) یک اقتصاددان نروژی است که تخصص او بیشتر در زمینه تاریخچه اقتصاد و اقتصاد پیشرفت است.
این اقتصاددان در نروژ متولد شده‌است. او در دانشگاه‌های دانشگاه کرنل و دانشگاه هاروارد آمریکا نیز به تحصیل اشتغال داشته‌است. او یکی از منتقدین سیاست‌های اقتصاد نئولیبرال و همچنین سازمان‌های مالی بین‌المللی از جمله صندوق بین‌المللی پول و بانک جهانی در قبال کشورهای در حال توسعه است. به عقیده او، همانند عقیده اقتصاددانانی همچون ها جون چانگ از دانشگاه کمبریج، تاریخچه اقتصادی کشورهای توسعه یافته کنونی که از اقتصاد بازار آزاد پشتیبانی می‌کنند نشاندهنده یک دوره طولانی از اقتصاد حمایتی از تولیدات داخلی است که نتیجه آن تبدیل شدن آنان به کشورهایی صنعتی شده‌است - درحالی که آنان همان سیاست‌ها را برای کشورهای غیر صنعتی کنونی مضر می‌دانند.
اریک رینرت به پنج زبان مختلف تدریس می‌کند.

## بعضی تالیفات
- چگونه ثروتمندان شدند و چگونه فقرا فقیرتر می‌شوند(۲۰۰۴)
- جهانی سازی، اقتصاد توسعه و نابرابری: یک دیدگاه جایگزین (۲۰۰۴)